# Por unidade
Para significado conexo, porém específico, ver Sistema por unidade
Por unidade (abreviadamente, pu) é uma forma de expressar matematicamente a razão entre duas grandezas ou quantidades, avaliadas na mesma unidade física ou matemática diretamente, sem a referência a outra base. Diz-se, por isso, que a grandeza (do numerador) que está sendo apreciada relativamente à outra, base (do denominador) vale "tanto por cada unidade da segunda", motivo, pois, do nome.
Conquanto seja uma forma muito mais elegante e simples de se expressar grandezas comparadas em base fracionária ou racional, não goza — exceto nalguns meios científicos específicos — de tanto prestígio e, pois, conhecimento comum, como a forma por cento, em que a base (secundária) avaliada por "equivalência de duas razões" (proporção) é o número 100 (cem), ou uma centena ou um cento. Isso, naturalmente, tem raízes cultural-históricas e remonta a práticas consagradas da humanidade ao longo das eras. Com efeito, importa lembrar que o conceito da forma por unidade é intrinsecamente matemático. Ou aritmético-estatístico, como às vezes se diz. E sua essência matemática aplica-se em variadíssimos ramos do conhecimento, inclusive — e com destaque — na Engenharia Elétrica, entre tantas áreas.

## Definição e expressão simbólica
Se uma grandeza A necessita ser comparada diretamente, em base unitária, com outra grandeza B, ambas de mesma unidade, ou, ainda, adimensionais, isso se escreve da seguinte maneira:
e a leitura correspondente é: "A vale tantos por unidade", comparado, evidentemente, com B. Deve-se evitar dizer, como é costumeiro: "A vale tantos pu".
A modo de comparação — dado que a prática mais corrente é referir-se algo (mensurável numericamente) a uma base secundária percentual, estabelece-se a seguinte relação matemática de equivalência:
e a leitura correspondente (e familiar) da segunda expressão é: "A vale tantos por cento de B".

## Aplicações da ideiapor unidade

### Engenharia elétrica
(Ver Sistema por unidade)
Conquanto, conforme dito acima, tal forma extremamente elegante e simples (e intuitiva, quando dela se se familiariza) seja pouco conhecida na prática corrente e em níveis científicos mais elementares, algumas ciências fazem da forma por unidade a sua predileta, por razões que são óbvias no desenvolvimento matemático a elas subjacente. É o caso da Engenharia elétrica.
Sem entrar em detalhes (que são especificidades daquela área do conhecimento), exprimirem-se os valores de um sistema qualquer, no domínio da Engenharia elétrica em por unidade (ou pu, abreviadamente) torna as análises muito mais simples, diretas e compreensíveis. Logo, o trato matemático correspondente, desnecessário é dizer, fica consideravelmente reduzido.

### Matemática financeira
Também no domínio amplo da Matemática financeira, o uso da forma por unidade é não só recomendado, mas até esperado, para que se não produzam expressões desnecessariamente complexas formalmente. A sua não-utilização é causa frequente de dificuldades nessa área.
Para fixar ideias — primeiro, e a modo de exemplificação — considere-se a conhecida expressão que permite calcular o valor do juro simples "j", em função do capital, "C", da taxa, "i", bem como do tempo, "t" [previna-se, desde logo, que a taxa é expressa em por cento, %]:
Logo a seguir — segundo, e para consolidar a vantagem da forma "pu" — compreenda-se que a mesma expressão anterior, se a taxa i% for expressa em "pu", a expressão que dá o valor do juro simples "j", em função do capital, "C", da taxa, "i", bem como do tempo, "t" passa a ser simplesmente:
ou, simplesmente, quando ficar inequivocamente claro que se está a usar a taxa em pu:
Todas as demais aparentemente complexas expressões e fórmulas da Matemática financeira tornam-se significativamente simplificadas e, pois, visualizáveis em sua essência. Além do fato patente de ser reduzida a quantidade de cálculos envolvidos nos problemas da área.

### Outras áreas do saber
Embora se reporte, por primeiro, tal sistema à Engenharia elétrica, aplicam-se os seus princípios e vantagens a muitas outras áreas do conhecimento, entre as quais Física, seja clássica, ou quântica-relativística, Medicina, Contabilidade e muitas outras. De fato, toda vez que o uso forma relativa racional por unidade mostrar-se útil numa determinada área, nela haverá aplicação de sua ideia.

## Por unidade & Sistema por unidade
Deve ter ficado suficientemente claro que o uso da forma relativa racional por unidade não é privativo da Engenharia elétrica, como, talvez uma leitura ligeira e, pois, pressurosa, temerária, conduziria a crer. Particularmente, a aplicação específica de suas ideias com enfoque dedicado às aplicações no domínio da Engenharia Elétrica, verifica-se em Sistema por unidade. Ocorre que, até neste último, a despeito do enfoque único em Engenharia Elétrica, deve-se atentar para o proveitoso uso do Sistema por unidade nas engenharias, lato sensu — por extensão, do conceito de por unidade — em qualquer especialidade.